# رئيس أركان الجيش (باكستان)
رئيس أركان الجيش هو منصب في الجيش الباكستاني يشغله جنرال بأربع نجوم. وباعتباره الضابط الأعلى رتبة، فهو المنصب الأكثر قوة في الجيش.
هذا هو أعلى منصب في الجيش وهو عضو في لجنة هيئة الأركان المشتركة بصفة منفصلة، وعادة ما يتشاور مع رئيس هيئة الأركان المشتركة للعمل كمستشار عسكري لرئيس الوزراء وحكومته المدنية في خط الدفاع عن الحدود البرية للبلاد. يمارس رئيس أركان الجيش مسؤولية القيادة والسيطرة على القيادات العملياتية والقتال واللوجستية والتدريبية داخل الجيش.
يخضع التعيين، من حيث المبدأ، دستوريًا لثلاث سنوات بعد موافقة رئيس باكستان بناءً على توصيات رئيس الوزراء. يتمركز رئيس أركان الجيش في القيادة العامة، والرئيس الحالي هو الجنرال سيد عاصم منير أحمد شاه، الذي يشغل هذا المنصب منذ 29 نوفمبر 2022.
في الماضي، كان رئيس أركان الجيش متورطًا في فرض الأحكام العرفية ضد الحكومة الفيدرالية المدنية.